# Honnashettihalli, Channarayapatna
Honnashettihalli là một làng thuộc tehsil Channarayapatna, huyện Hassan, bang Karnataka, Ấn Độ.